# Choricho
Der Choricho ist ein 6769 m (nach anderen Angaben 6756 m) hoher Berg im zentralen Karakorum in Pakistan. 

## Lage
Er liegt auf der Nordseite des Baltorogletschers am westlichen Ende des Baltoro Muztagh. Er bildet die höchste Erhebung der so genannten Paiju-Gruppe. Benachbarte Berge sind Uli Biaho Peak, Uli Biaho Tower und Paiju Peak. 

## Besteigungsgeschichte
Die Erstbesteigung des Choricho gelang einer britisch-amerikanischen Expedition (die Briten Ian R. Wade und Michael Goff sowie die Amerikaner Geoffrey Childs und William Miller) am 1. August 1979 über die Südwestwand und den Westgrat.